# Ali ibn Isa al-Kahhal
ʿAlī ibn ʿĪsā al-Kaḥḥāl, soprannominato "l'Oculista" (al-Kaḥḥāl) (fl. 1010), è stato un medico arabo molto rinomato in oftalmologia e oculistica.
Era noto nell'Occidente latino medievale come Jesu ben Haly o Ihesu filii Haly.
Discepolo del medico Abū l-Faraj b. al-Ṭayyib (che operò a Baghdad e che era apprezzato commentatore di Galeno), professava come lui la fede cristiana.

Compose il famoso Memorandum degli oculisti (Tadhkirat al-kaḥḥālīn), dove per la prima volta nella letteratura si parla di chirurgia oculistica, diventando immediatamente una pietra miliare nel campo dell'oftalmologia islamica ma anche di quella del mondo medievale di cultura latina.
Ibn ʿĪsā è considerato uno dei medici più geniali del X secolo. Il suo Taccuino degli oculisti forniva preziose indicazioni tratte da fonti greco-romane e arabe. Tra gli autori citati figurano infatti Ḥunayn b. Isḥāq, Galeno, gli alessandrini, Dioscoride, Ippocrate, Oribasio e Paolo di Egina.
Il libro affrontava efficacemente la classificazione e la terapia di oltre un centinaio di differenti patologie dell'occhio, descrivendone con precisione straordinaria gli aspetti anatomici.

Il Memorandum degli oculisti fu ampiamente usato dagli oculisti europei per vari secoli. Il libro di ʿAlī ibn ʿĪsā fu uno dei primi, assieme ai Dieci trattati sull'occhio di Hunayn ibn Ishaq, a illustrare l'anatomia dell'occhio. In particolare, Ibn ʿĪsā illustrò il Chiasma ottico.
Ibn ʿĪsā fu il primo a descrivere e a suggerire un trattamento per una serie di malattie. Ad esempio, è stato il primo a scoprire i sintomi della sindrome di Vogt-Koyanagi-Harada (VKH), un'infiammazione oculare associata a uno sbiancamento di capelli, sopracciglia e ciglia. Ibn ʿĪsā fu anche il primo a classificare l'epifora come conseguenza di una cauterizzazione troppo forte del pterigio. In aggiunta a questa descrizione pionieristica, Ibn ʿĪsā ha anche suggerito trattamenti per l'epifora in base allo stadio della malattia, suggerendo per le prime fasi di usare materiali astringenti, come il sale.
ʿAlī ibn ʿĪsā è stato anche il primo a descrivere l'arterite temporale.